# Censura de Google
Google i les seues empreses filials, tals com YouTube, han eliminat o omès informació dels seus servicis per complir amb les seues polítiques d'empresa, amb les exigències legals, i amb les lleis de censura dels governs.
Nombrosos governs han demanat a Google que censure el que es publica. El 2012, Google va dictaminar a favor de més de la meitat de les sol·licituds que es van rebre mitjançant ordres judicials i tocades telefòniques. No s'inclou la Xina i l'Iran que havien bloquejat completament el seu lloc web.